# Acacia gyrocarpa
Acacia gyrocarpa é uma espécie de leguminosa do gênero Acacia, pertencente à família Fabaceae.